# 山下乡
山下乡，是中华人民共和国福建省南平市浦城县下辖的一个乡镇级行政单位。

## 行政区划
山下乡下辖以下地区：
山下村、小溪村、王柏村、源头村、水门村、铁场村、铁坑村、凹后村和青山村。